# Micromagia
Aunque en la definición de ilusionismo se hable de micromagia como magia a muy corta distancia y no más de 4 personas alrededor del mago", en realidad el concepto de micromagia hace referencia a magia con objetos pequeños, y de esto se deriva el nombre "micro = pequeño". Habitualmente para este tipo de magia se utilizan objetos comunes de los que se pueden encontrar en una casa como son: palillos, clips, imperdibles, cerillas, monedas (aunque tengan un tipo específico denominado numismagia), papeles, billetes, agujas, gomas elásticas, lápices, etc. La consecuencia es que debido al tamaño de los objetos, solo se trabaja para pocas personas; aunque mediante el uso de cámaras en televisión y en ciertos locales se hacen sesiones de micromagia para multitud de espectadores mediante la visión en pantalla.